# Acutodesmus
Acutodesmus, rod zelenih algi u porodici Scenedesmaceae. U rod je nakada uključivano 17 vrsta, od kojih je danas samo jedna vrsrta priznata, Acutodesmus acutiformis, slatkovodna alga s tipičim lokalitetom Trachenberg u Šleskoj.

## Vrste
- Acutodesmus acutiformis (Schröder) Tsarenko & D.M.John
- Acutodesmus acuminatus (Lagerheim) P.M.Tsarenko Sinonim za Tetradesmus lagerheimii M.J.Wynne & Guiry
- Acutodesmus bajacalifornicus (L.A.Lewis & Flechtner ex E.Hegewald, C.Bock & Krienitz) E.Hegewald, C.Bock & Krienitz Sinonim za Tetradesmus bajacalifornicus L.A.Lewis & Flechtner
- Acutodesmus bernardii (G.M.Smith) E.Hegewald, C.Bock & Krienitz Sinonim za Tetradesmus bernardii (G.M.Smith) M.J.Wynne
- Acutodesmus deserticola (L.A.Lewis & Flechtner ex E.Hegewald, C.Bock & Krienitz) E.Hegewald, C.Bock & Krienitz  Sinonim za Tetradesmus deserticola L.A.Lewis & Flechtner
- Acutodesmus dimorphus (Turpin) P.M.Tsarenko - tipična, Sinonim za Tetradesmus dimorphus (Turpin) M.J.Wynne
- Acutodesmus dissociatus (P.A.Verses & F.R.Trainor) E.Hegewald, C.Bock et Krienitz Sinonim za Tetradesmus dissociatus (P.A.Verses & F.R.Trainor) M.J.Wynne
- Acutodesmus distendus (T.Holtmann) E.Hegewald, C.Bock & Krienitz Sinonim za Tetradesmus distendus (T.Holtmann) M.J.Wynne
- Acutodesmus incrassatulus (Bohlin) Tsarenko Sinonim za Tetradesmus incrassatulus (Bohlin) M.J.Wynne
- Acutodesmus javanensis (Chodat) Tsarenko Sinonim za Pectinodesmus javanensis (Chodat) E.Hegewald, C.Bock & Krienitz
- Acutodesmus nygaardii (Huber-Pestalozzi) E.Hegewald, C.Bock & Krienitz Sinonim za Tetradesmus nygaardii (Huber-Pestalozzi) M.J.Wynne
- Acutodesmus obliquus (Turpin) Hegewald & Hanagata Sinonim za Tetradesmus obliquus (Turpin) M.J.Wynne
- Acutodesmus pectinatus (Meyen) Tsarenko Sinonim za Pectinodesmus pectinatus (Meyen) E.Hegewald, M.Wolf, Al.Keller, Friedl & Krienitz
- Acutodesmus raciborskii (Woloszynska) Tsarenko & D.M.John - status nepotznat
- Acutodesmus reginae (T.Holtmann) Tsarenko & Hegewald Sinonim za Tetradesmus reginae (T.Holtmann) M.J.Wynne
- Acutodesmus regularis (Svirenko) Tsarenko Sinonim za Pectinodesmus regularis (Svirenko) E.Hegewald, M.Wolf, Al.Keller, Friedl & Krienitz
- Acutodesmus wisconsinensis (G.M.Smith) Tsarenko Sinonim za Tetradesmus wisconsinensis G.M.Smith